# Epacrophis reticulatus
Epacrophis reticulatus — вид змій родини струнких сліпунів (Leptotyphlopidae). Ендемік Сомалі.

## Поширення і екологія
Epacrophis reticulatus мешкають в горах Гуліс на півночі Сомалі, можливо, також в сусідніх районах Ефіопії. Зустрічаються на висоті від 900 до 1250 м над рівнем моря.